# Spinther australiensis
Spinther australiensis är en ringmaskart som beskrevs av Augener 1913. Spinther australiensis ingår i släktet Spinther och familjen Spintheridae. Inga underarter finns listade i Catalogue of Life.